# 增值税小规模纳税人
增值税小规模纳税人是中国大陆税种——增值税划定的开征对象之一。根据《增值税暂行条例》及其《增值税暂行条例实施细则》的规定，小规模的认定标准为：
1. 从事货物生产或者提供应税劳务的纳税人，以及以从事货物生产或者提供应税劳务为主，并兼营货物批发或者零售的纳税人，年应征增值税销售额（以下简称应税销售额）在50万元以下(含本数，下同)的；“以从事货物生产或者提供应税劳务为主”是指纳税人的年货物生产或提供应税劳务的销售额占全年应税销售额的比重在50%以上。
2. 对上述规定以外的纳税人，年应税销售额在80万元以下的。
3. 年应税销售额超过小规模纳税人标准的其他个人按小规模纳税人纳税。
4. 非企业性单位、不经常发生应税行为的企业可选择按小规模纳税人纳税。

## 征收率
增值税对小规模纳税人采用简易征收办法，对小规模纳税人适用的税率称为“征收率”
根据经营内容范围，征收率为3%，5%不等

## 应纳税额
小规模纳税人销售货物或者应税劳务，实行按照销售额和征收率计算应纳税额的简易办法，并不得抵扣进项税额。只能够开具普通发票，可以到税务机关代开增值税专用发票。
其应纳税额计算方式为: 

应纳税额=销售额×征收率

## 征收方式
小规模纳税人主要有三种征收方式：查账征收、查定征收和定期定额征收。
- 查账征收：税务机关按照纳税人提供的账表所反映的经营情况，依照适用税率计算缴纳税款的方式。这种方式一般适用于财务会计制度较为健全，能够认真履行纳税义务的纳税单位。
- 查定征收：税务机关根据纳税人的从业人员、生产设备、采用原材料等因素，对其产制的应税产品查定核定产量、销售额并据以征收税款的方式。这种方式一般适用于账册不够健全，但是能够控制原材料或进销货的纳税单位。
- 定期定额征收：税务机关通过典型调查、逐户确定营业额和所得额并据以征税的方式。这种方式一般适用于无完整考核依据的小型纳税单位。[註 3]